# 三岐鉄道
三岐鉄道株式会社（さんぎてつどう）は、三重県北部の北勢地域で三岐線と北勢線の鉄道2路線を運営するほか、路線バス・貸切バス事業などを行っている鉄道会社である。社名は、かつて三重県と岐阜県（関ケ原）を結ぶことを目的としていたことに由来する。
三岐鉄道の筆頭株主は太平洋セメントである。鉄道事業はかねてより貨物輸送が中心でセメント輸送が主力であったが、現在では地域住民や行楽の足として旅客輸送の比重も上がって来ている。営業路線は長らく三岐線および近鉄連絡線のみであったが、2003年（平成15年）に近畿日本鉄道（近鉄）から北勢線を譲受して運行している。
2001年（平成13年）には開業70周年を記念して三岐線西藤原駅に蒸気機関車のテーマパーク「ウィステリア鉄道」、2003年（平成15年）には同線丹生川駅に「貨物鉄道博物館」を開館し、ボランティアと共に貴重な鉄道車両の保存も行っている。

## 歴史
- 1928年（昭和3年）9月20日：藤原岳からセメント原料を輸送するために、浅野セメント（浅野財閥）、小野田セメント（三井財閥）、伊藤傳七（地元の有力者）が共同で会社設立[4][5]。
- 1931年（昭和6年）
  - 7月23日：三岐線 富田 - 東藤原間が開業[4]。
  - 12月23日：三岐線 東藤原 - 西藤原間が開業[4]。
- 1952年（昭和27年）11月24日：本社を四日市市高砂町から現在地に移転。
- 1954年（昭和29年）11月1日：乗合バス営業開始[6]。
- 1956年（昭和31年）12月20日：貸切バス営業開始[6]。
- 1964年（昭和39年）10月26日：三岐開発株式会社を設立[6]。
- 1968年（昭和43年）8月28日：三岐観光サービス株式会社を設立。
- 1970年（昭和45年）6月25日：近鉄連絡線 三岐朝明 - 近鉄富田間が開業[7]。
- 1972年（昭和47年）7月1日：三岐開発株式会社を合併。
- 1974年（昭和49年）7月24日：直営ガソリンスタンド「あかつき給油所」開業。
- 1975年（昭和50年）10月22日：東名阪自動車道御在所サービスエリア下り線に「三岐レストラン」開業。
- 1980年（昭和55年）10月1日：鈴鹿国定公園宇賀渓の国民宿舎「登竜荘」を大安町より譲り受け営業開始。
- 2001年（平成13年）7月23日：「ウィステリア鉄道」オープン[7]。
- 2003年（平成15年）
  - 4月1日：近畿日本鉄道から北勢線（西桑名 - 阿下喜間）を譲り受け営業開始[7]。
  - 9月15日：「貨物鉄道博物館」が開館[7]。
- 2008年（平成20年）4月1日：三岐観光サービス株式会社を合併。
- 2015年（平成27年）4月：東名高速道路上郷サービスエリア下り線フードコート・ショッピングコーナーの営業開始。
- 2025年（令和7年）3月1日：北勢線にICOCAを導入[8][9][10]。

## 鉄道事業

路線図

貨物は全量が車扱貨物であった。

### 路線
- S 三岐線 富田駅 - 西藤原駅 26.5km
- S 近鉄連絡線 近鉄富田駅 - 三岐朝明信号場 1.1km
- H 北勢線 西桑名駅 - 阿下喜駅 20.4km

### 車両
軌間など車両規格が異なることもあって、三岐線・北勢線の両路線の間に車両の互換性はない。共通点は形式記号と車体塗装だけである。
各線の車両については以下を参照。
- 三岐線の車両
- 北勢線の車両

### 運賃
大人普通旅客運賃（小児半額・10円未満切り上げ）。2019年10月1日改定。三岐線・北勢線共通。
| キロ程        | 運賃（円） | キロ程  | 運賃（円） |
| ------------- | ---------- | ------- | ---------- |
| 初乗り1 - 4km | 190        | 14 - 15 | 430        |
| 5             | 210        | 16 - 17 | 470        |
| 6             | 240        | 18 - 19 | 490        |
| 7             | 260        | 20 - 21 | 510        |
| 8 - 9         | 300        | 22 - 23 | 530        |
| 10 - 11       | 340        | 24 - 25 | 540        |
| 12 - 13       | 380        | 26 - 27 | 560        |

- 近鉄名古屋線を介して前後の三岐鉄道線の運賃通算は行わない。
  - （例）三岐線 - 近鉄富田駅 - 近鉄名古屋線 - 桑名駅 - 徒歩 - 西桑名駅 - 北勢線を連続乗車する場合、接続駅で打ち切り計算となる。
- 北勢線ではTOICA、manaca、ICOCA、PiTaPaなどの全国相互利用交通系ICカードが使用できる（PiTaPa交通利用エリアではないため、PiTaPaで乗車する場合はプリペイド方式となる）[8][9][10]。
- 三岐線ではTOICA、manaca、ICOCA、PiTaPaなどの全国相互利用交通系ICカードは一切使用できない。
- 一日乗車券は2025年3月1日から各線専用の「三岐線一日乗車券」「北勢線一日乗車券」を発売している。「北勢線一日乗車券」は ICOCAまたはモバイルICOCAに搭載する形で発売される[13]。
  - 三岐線・北勢線の両線とも乗車できた「三岐鉄道1日乗り放題パス」は2025年2月28日限りで発売を終了した。
- 定期券は通常の通勤定期・通学定期のほかに学校の学期に合わせた学期定期を発売している。
- JR東海が発売する「JR東海&16私鉄 乗り鉄☆たびきっぷ」は北勢線のみ乗車可能である。

### 記念切符
2017年4月16日より養老鉄道・伊賀鉄道と共に3社沿線の祭りがユネスコ無形文化遺産に登録された事を記念した切符「ユネスコ無形文化遺産登録記念入場券セット」を発売している。

## バス事業

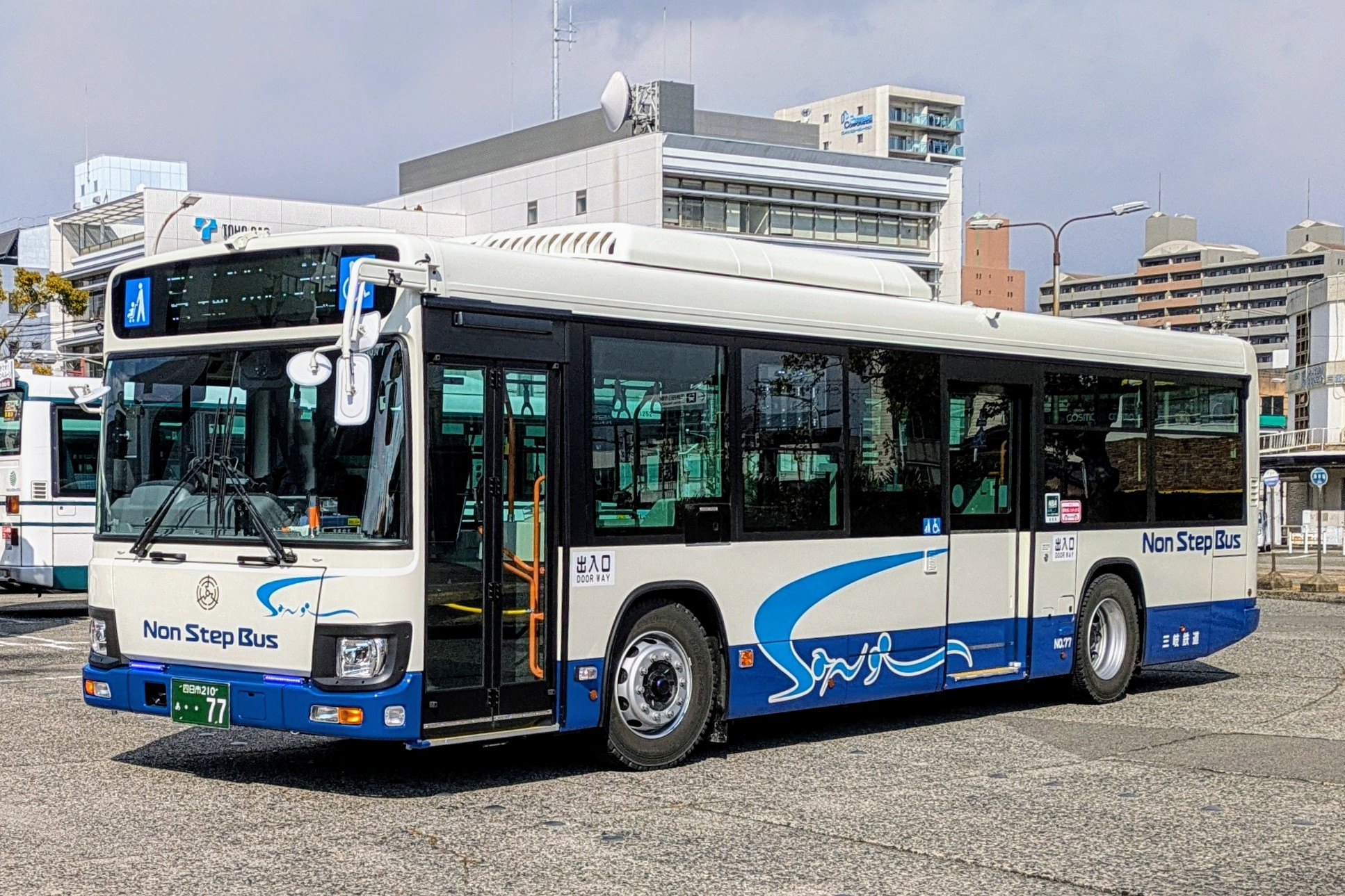
一般路線車両（KV290）

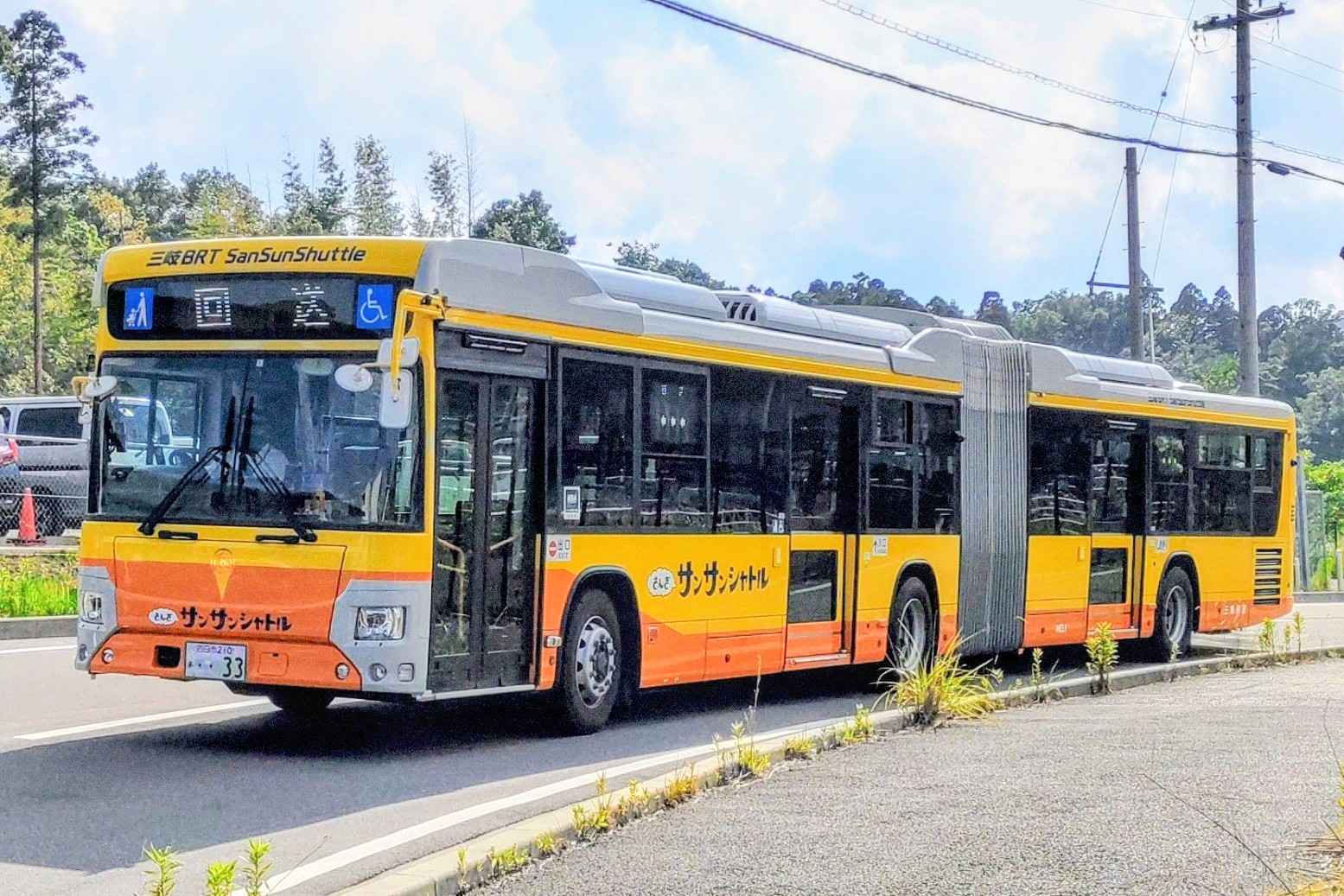
サンサンシャトル1号車

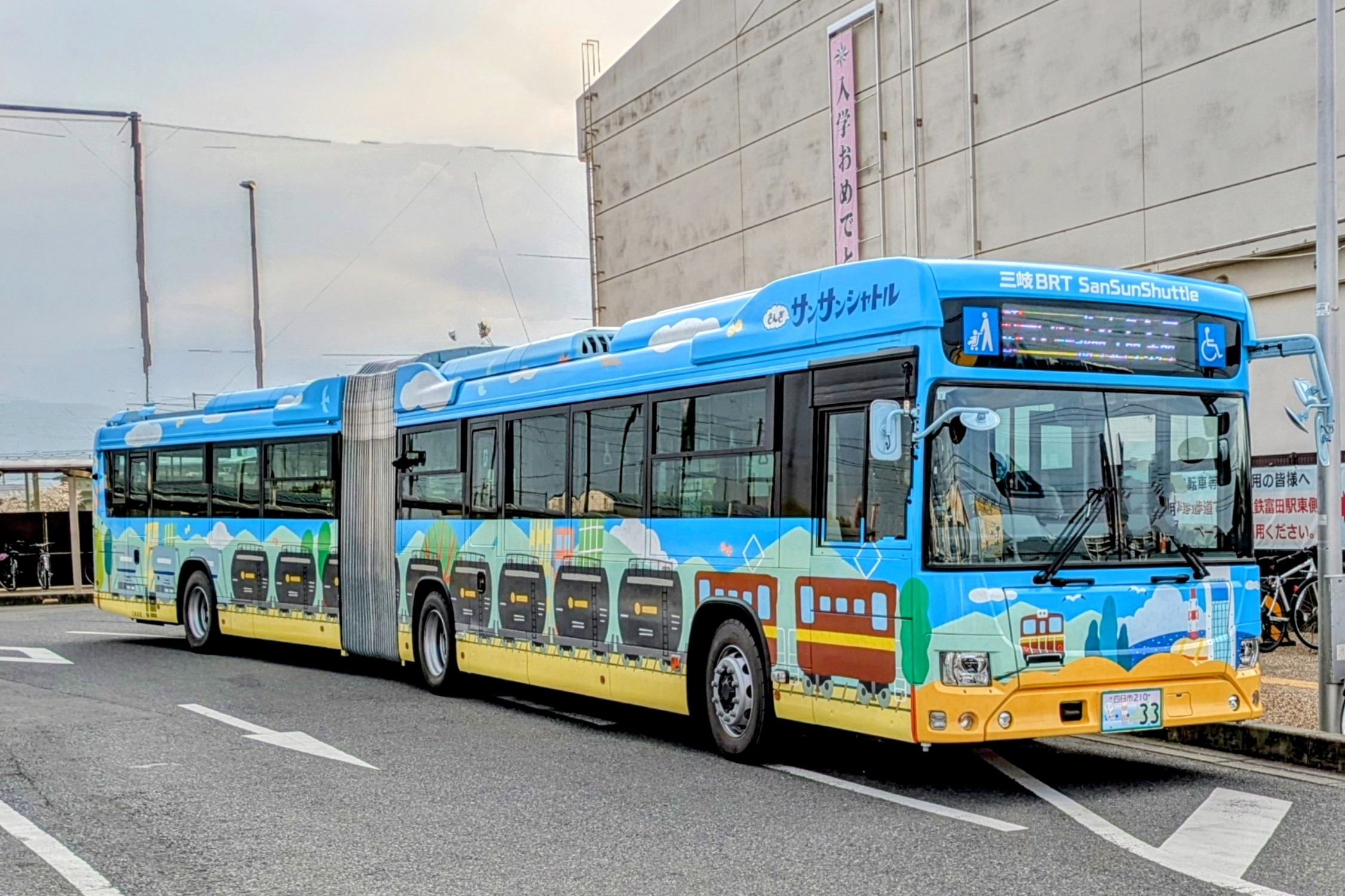
サンサンシャトル2号車

長らく日野自動車製のみであったが、ジェイ・バス設立後の2004年1月にいすゞ自動車製（LV834エルガ）が1台導入された。2022年に廃車。同年から連節バス（愛称：サンサンシャトル）を1台導入、さらに2025年に2台目を導入し、近鉄富田駅〜キオクシアの特急便専用で走っている。BYD製の電気バスも「サンサンエレビー」の愛称で大型2台、小型1台を導入した。
また、川崎鶴見臨港バス、東京都交通局、大阪シティバスからの移籍車両もあり、大阪シティバスからの移籍車両は、いすゞ自動車製である。
社内で管理する車両番号について、導入順にNo.1から付番しており、60番台以降は下1桁に「4」および「9」を使わない。また、No.65号車以降は登録番号を社内ナンバーに合わせた希望ナンバーとしている。なお、小型車両はNo.1001より、貸切車両はNo.501より付番する。
バスでもPiTaPa、TOICA、ICOCA、manaca、emicaなどのICカードは使えない。イオンモール東員線に限りWAONでの支払いが可能だったが、2022年2月4日付で取り扱いを終了し使用できなくなった。

### 現行路線

#### 山之一色（やまのいっしき）線
- JR四日市駅前 - 近鉄四日市駅前 - みたき総合病院前 - 坂部が丘 - 大沢台 - あかつき台一丁目 - 八千代台一丁目 - あさけが丘一丁目 - 山城駅前
- JR四日市駅前 - 近鉄四日市駅前 - みたき総合病院前 - 坂部が丘 - 大沢台 - あかつき台二丁目 - 暁学園前駅前
- JR四日市駅前 - 近鉄四日市駅前 - みたき総合病院前 - 坂部が丘 - キオクシア北門前 - 四日市大学・看護医療大学前 - あかつき台一丁目 - 八千代台一丁目 - あさけが丘一丁目 - 山城駅前
- JR四日市駅前 - 近鉄四日市駅前 - 末永 - 坂部が丘 - 大沢台 - あかつき台一丁目 - 八千代台一丁目 - あさけが丘一丁目 - 山城駅前
- ［四日市大学・キオクシア直行バス／停車停留所・平日のみ運行］JR四日市駅前 - 近鉄四日市駅前 - 文化会館前 - 堀木 - 堀木橋 - キオクシア正門前 - キオクシア東門前 - 四日市大学・看護医療大学前 - キオクシア北門前（JR四日市ゆきは、正門が始発→東門→四大→北門の順）

暁学園前駅前発着の系統は、平日のみ運行。JR四日市駅前→暁学園前駅前が山之一色線の始発便として1本。暁学園前駅前→JR四日市駅前が夕方と夜に1本ずつ。
2010年（平成22年）3月31日まで「JR四日市駅前 - 近鉄四日市駅前 - みたき総合病院前 - 坂部が丘 - あかつき台一丁目 - 四日市大学・看護医療大学前」間で運行。同年4月1日から「四日市大学・看護医療大学前 - あかつき台一丁目 - 八千代台一丁目 - あさけが丘一丁目 - 山城駅前」間が延伸された。
2022年（令和4年）2月11日から、四日市 - 大学直通便の経路が山之一色線と同じ経路となり、キオクシア周辺の停車順が上記の通り変更となった。

#### 四日市大学線
- JR富田駅前 - 近鉄富田駅前 - 三洋堂前 - 四日市北警察署前 - 四日市大学・看護医療大学前 - キオクシア北門前 - キオクシア正門前 - キオクシア東門前（富田ゆきは、東門→四大→北門→正門の順）
- 「四日市大学直通系統」JR富田駅前 - 近鉄富田駅前 - 三洋堂前 - 四日市北警察署前 - 四日市大学・看護医療大学前
- 「キオクシア直通系統」JR富田駅前 - 近鉄富田駅前 - 三洋堂前 - 四日市北警察署前 - キオクシア北門前 - キオクシア正門前 - キオクシア東門前（富田ゆきは、東門→北門→正門の順。北門始発便あり）

全体的に近鉄富田駅前発着便が多い。
2010年（平成22年）4月1日から、キオクシア正門前まで延長及び直行バスの運転が開始された。
2019年（平成31年）4月1日からは、キオクシア東門前まで延長された。同年（令和元年）10月1日からは、四日市北警察署前バス停が新設され、同バス停を通過する急行便が設定された。
2022年（令和4年）2月11日のダイヤ改正から、従来の急行に加え特急も運行。特急は四日市北警察署前と三洋堂前も通過。
2022年（令和4年）4月1日のダイヤ改正から、特急に連節バスが運用されるようになった。
乗降方法と運賃支払いは、中乗り前降り後払い。ただし、平日の朝のみ前乗り中降り先払いになる。
ダイヤについて、平日は大学が開校日の場合の「開校日ダイヤ」と大学が休暇中の場合の「平日ダイヤ」の2種類で運行される。土日祝や年末年始などキオクシアも休業の場合は、かなり本数が少なくなる「休日ダイヤ」で運行される。どのダイヤで運行されるかはホームページ上で公開されている。
以前は、休日については全便運休していた。四日市大学のオープンキャンパス・入試・入学式等には曜日を問わず「特別ダイヤ」で運行し、その日が休日の場合は「休日特別ダイヤ」で運行する。

#### 川越高校線
- 近鉄富田駅前 - 川越高校

休校日は運休

#### 桑名西高校線
- 暁学園前駅前 - 桑名西高校前

休校日は運休

#### イオンモール東員線
- 山城駅前 - イオンモール東員 - 東員駅

2013年（平成25年）11月19日新設 

#### 津田学園線
- 星川駅前 - 津田学園

2021年（令和3年）4月8日新設。三重交通と共同運行。休校日は運休。

#### 受託路線
詳細は以下の各記事を参照。
- 四日市市自主運行バス
  - 山城・富洲原線： 山城駅前 - 伊坂台アクセス - 伊坂台三丁目  - 伊坂台アクセス - 北永台 - 近鉄富田駅 - イオンモール四日市北 - 天ヵ須賀2丁目

伊坂台アクセス停留所で、赤尾台・桑名駅前方面の八風バスに乗り換え可能。ただし、接続の考慮はされていない。
- 東員町コミュニティバス「東員町オレンジバス」
  - 東部線
  - 東西線
- いなべ市コミュニティバス「いなべ市福祉バス」
  - 員弁西線
  - 員弁東線

### 廃止・撤退路線
- 宇賀渓線： 大安駅前 - 宇賀渓キャンプ村 ※休止
- 三里いなべ線： 三里駅前 - いなべ総合学園 ※いなべ市コミュニティバス員弁西線に統合

### 貸切事業
一般路線の他、企業送迎など貸切事業も行っている。

## その他の事業
- 高速道路施設運営事業
  - 東名阪自動車道御在所サービスエリア下り線・東名高速道路豊田上郷サービスエリア下り線の運営
- 卸売・小売事業
  - 三岐鉄道商事（卸売・小売）：三岐鉄道商事は独立した企業ではなく、三岐鉄道の一部門である。
  - 「ちゃめっぺ」（数多くの駄菓子を販売。暁学園前駅構内「あかつきプラザビル」にある）の運営。
- 石油販売事業
  - ガソリンスタンド（コスモ石油あかつき給油所、東名阪自動車道四日市東インターチェンジ付近にある）の運営。
  - LPガスの卸売。
- 不動産事業
  - 不動産の分譲、賃貸、売買仲介、鑑定・評価、宅地造成など。
- 旅行代理店業
  - 三岐観光サービス株式会社の事業と名称を引き継ぎ2008年4月発足。富田・大安で営業所を運営していたが、本社1階に移転・統合された。

## 関連会社
- 三岐観光サービス（2008年3月31日解散）
- 北勢線施設整備
- 伊勢鉄道 - 出資先
- 秩父鉄道 - 当社と同じく太平洋セメントを筆頭株主とする鉄道会社で、資本的には兄弟会社の関係にある
- 岩手開発鉄道 - 同上